# Котельников, Михаил Васильевич
Михаи́л Васи́льевич Коте́льников (8 мая 1904 — 9 мая 1953) — военный лётчик-испытатель, военачальник, генерал-майор авиации (02.08.1944).

## Ранние годы
Михаил Васильевич Котельников родился 8 мая 1904 года в Москве. Отца не помнил, мать умерла рано, воспитанник детской колонии «Искра». Учился в Московской горной академии (не окончил)

## Военная карьера

### Образование
С октября 1922 года в РККА, член ВКП(б) с 1931 года. Обучался в нескольких военных учебных заведениях:
- Московская высшая аэрофотограмметрическая школа (1 курс в 1924 г.)[2]
- Киевское военное училище ВВС (1924)[2]
- Ленинградская военно-теоретическая школа летчиков ВВС РККА (1924)[2]
- 1-я военная школа лётчиков имени А. Ф. Мясникова (1926)[2]
- Серпуховская школа воздушного боя (1927)[2]

### Служба и участие в военных действиях
По окончании обучения назначен на летную должность. Прошел путь от младшего летчика до командира эскадрильи в Ленинградском военном округе. За отличную работу эскадрильи награждён орденом Ленина. В мае 1938 года назначен на должность командира авиационной бригады.
С этой должности перешел на должность лётчика-испытателя завода № 22 (май 1939 года). В период Советско-финской войны 1939—1940 гг. добровольно пошел рядовым летчиком в 9-ю отдельную разведывательную авиаэскадрилью 9-й армии ВВС РККА, затем стал командиром этой эскадрильи. По завершении боевых действий вновь направлен на должность летчика-испытателя завода № 22 Наркомата авиационной промышленности, где испытывал серийные бомбардировщики СБ и Пе-2.

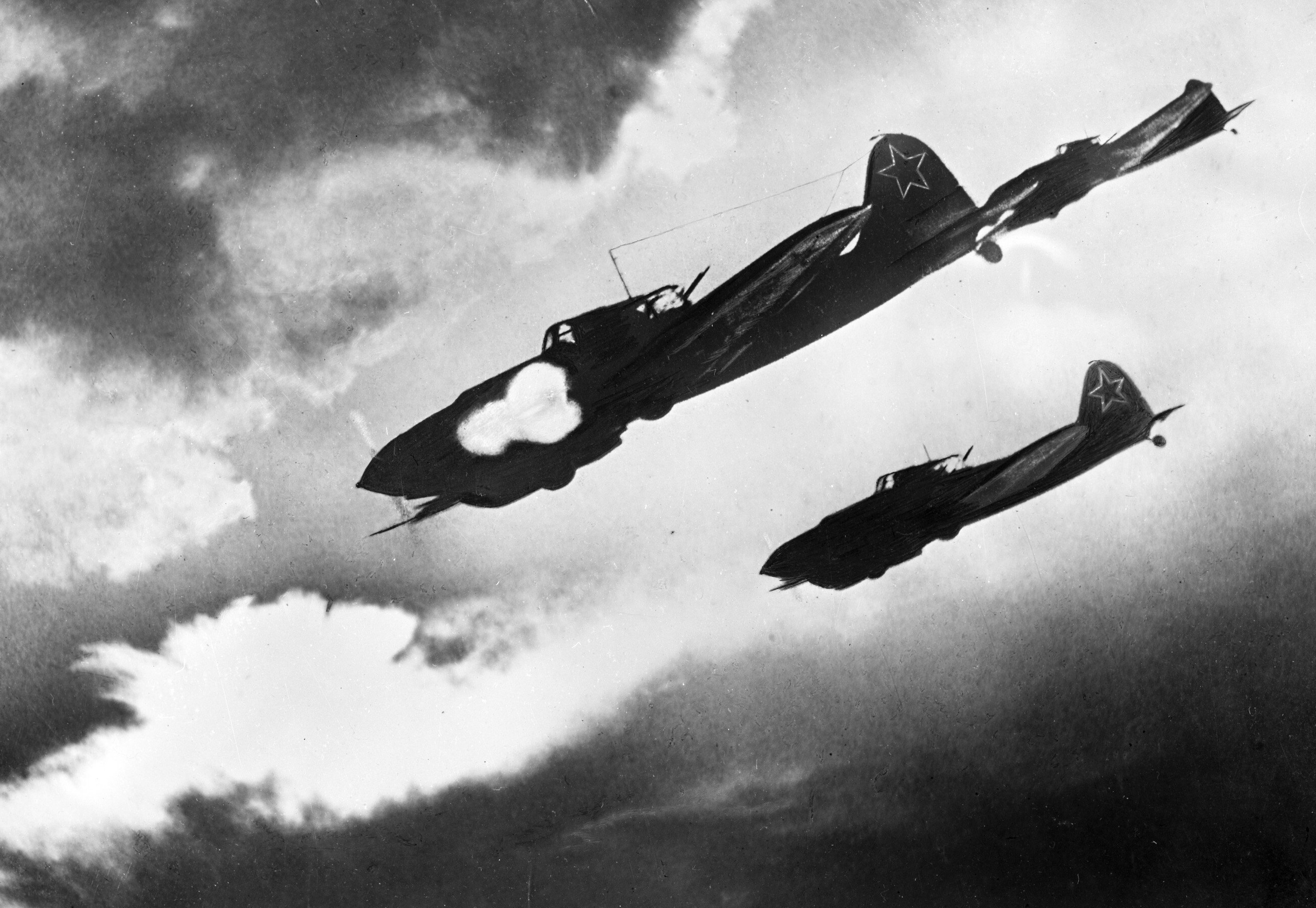
Штурмовик Ил-2 атакует

С начала Великой Отечественной войны назначен командиром 571-го штурмового авиационного полка 1-й запасной авиационной бригады, готовил летный состав для ВВС Западного фронта. В июне 1942 года — заместитель командира, а с февраля 1943 года — командир 224-й штурмовой авиационной дивизии. В 1942 году был сбит, ранен, однако ему удалось перетянуть линию фронта и попасть в нашу кавалерийскую часть, а оттуда верхом на лошади его доставили в расположение своей части. 224-я штурмовая авиационная дивизия участвовала в Ржевско-Сычевской, Ржевско-Вяземской и Орловской наступательных операциях, после чего в августе 1943 г. вошла в состав Московского военного округа.
В августе 1944 года присвоено звание генерал-майор авиации. В январе 1945 года назначен командиром 8-го штурмового авиационного корпуса, который участвовал в сражениях и операциях:
- Львовско-Сандомирская операция[2] с 13 июля 1944 года по 29 августа 1944 года.
- Восточно-Карпатская операция[2] с 8 сентября 1944 года по 28 октября 1944 года.
- Западно-Карпатская операция[2] с 12 января 1945 года по 18 февраля 1945 года.
- Моравско-Остравская операция[2] с 10 марта 1945 года по 5 мая 1945 года.
- Пражская операция[2] с 5 мая 1945 года по 12 мая 1945 года.

К 1945 году Котельников выполнил 7 успешных боевых вылетов на штурмовике Ил-2. С апреля 1945 года — в распоряжении командующего ВВС Красной Армии.

### После отставки
В октябре 1946 г. М. В. Котельников медицинской комиссией был списан с летной работы по болезни и получил II группу инвалидности. 10 октября 1946 года уволен в запас.
Участвовал в создании отечественной школы лётчиков, штурманов и ведущих инженеров испытателей. В 1947 году в МАП СССР на базе Лётно-исследовательского института сформирована Школа лётчиков-испытателей. По предложению Михаила Михайловича Громова Котельников был назначен на должность её начальника и работал в этой должности до своей смерти.
Умер 9 мая 1953 года в Москве. Похоронен на Введенском кладбище (13 уч.).

## Награды и звания
- орден Ленина (1936 г.)
- орден Красного Знамени (1940 г.)[4]
- орден Красного Знамени[5] (14.06.1944 г.)
- орден Красного Знамени (1944 г.)
- орден Суворова 2 степени[3] (21.05.1945 г.)
- орден Отечественной войны 1 степени[4] (12.08.1943 г.)
- медали
- орден Белого Льва
- Чехословацкий Военный крест